# ナリマン・ベイ・ナリマンベヨフ
ナリマン・ベイ・ナリマンベヨフ（ナリマンベイリ）・ハシム・オグル（アゼルバイジャン語: Nəriman bəy Həşim bəy oğlu Nərimanbəyli、1889年 - 1937年）は、アゼルバイジャン民主共和国の政治家。ロシア語名ナリマン・ベク・ナリマンベコフ (Нариман бек Нариманбеков)。

## 生涯
1889年、ロシア帝国エリザヴェトポリ県シュシャの裕福な家庭に生まれた。モスクワ大学物理学・数学部とハリコフ大学法学部を卒業してからは、弁護士や教育者として働き、またムスリム慈善協会の指導者も務めた。
1917年にミュサヴァト党に入党し、ザカフカース委員部のムスリム代表を務めた。翌1918年5月28日にアゼルバイジャン国民議会がアゼルバイジャン民主共和国の独立宣言を発した際には、その賛同者の一人となった。1919年4月14日から12月22日まで同国の統制大臣も務めた。赤軍のアゼルバイジャン侵攻後はアゼルバイジャン社会主義ソビエト共和国でも法律家として働いたが、1930年代に逮捕されてソロヴェツキー特殊収容所へ送られ、1937年に死去した。

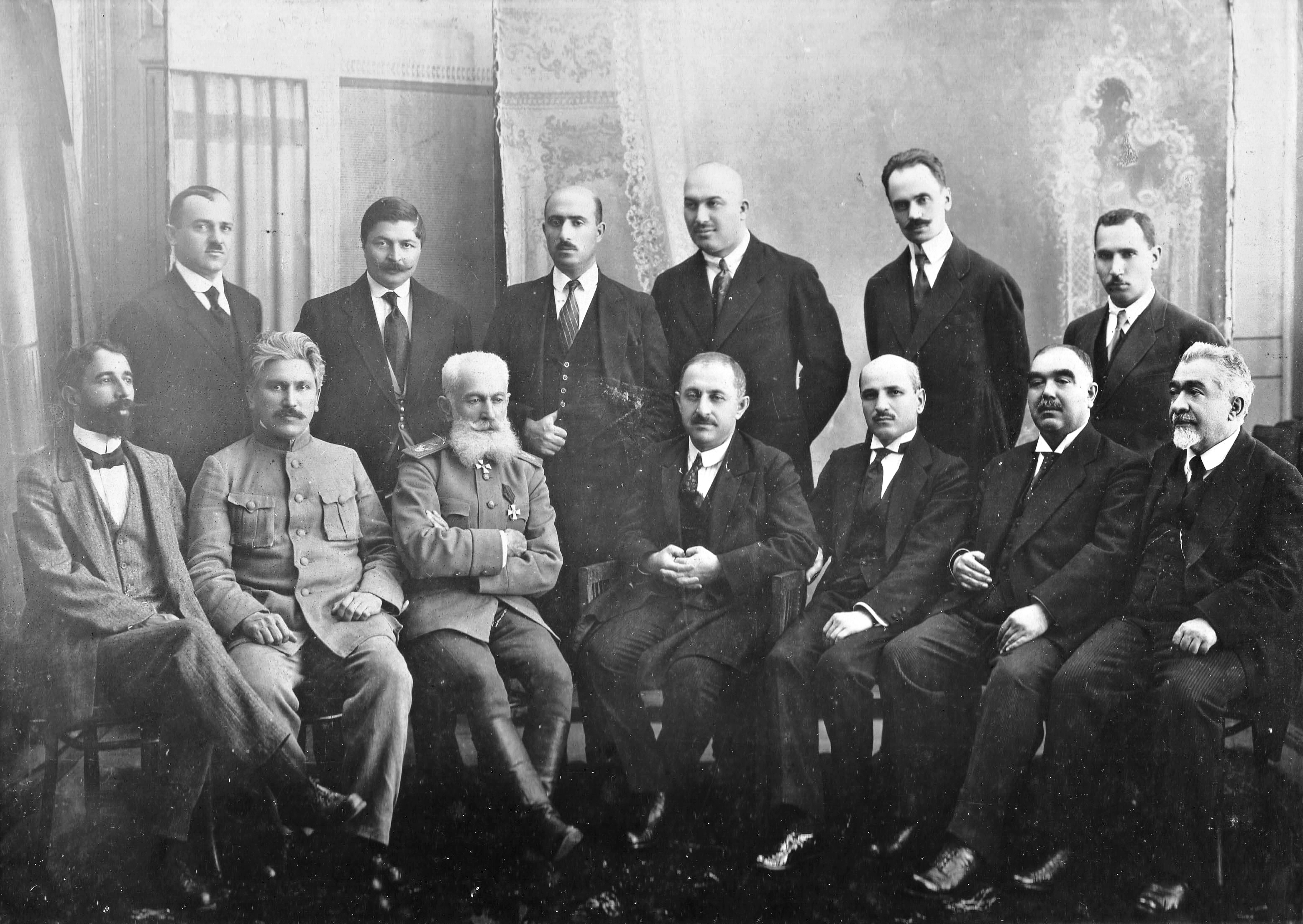
1919年12月、他の閣僚らとともに（後列右端）